# Ibon Zugasti Arrese
Ibon Zugasti Arrese (Lezo, Guipúscoa, 17 de desembre de 1972) és un ciclista basc establert a Catalunya, que fou professional entre 2012 i el 2013. Aquests últims anys ha combinat la carrereta amb el ciclisme de muntanya, participant així en diverses ocasions a la Cape Epic.
El 21 de desembre de 2011, just un dia després de comunicar el seu pas a professionals, el diari esportiu As publicà que va ser un dels 18 detinguts en l'operació Master contra el tràfic de substàncies dopants.
Un dia després, el 22 de desembre de 2011, en un comunicat a l'opinió pública a través del seu blog personal, el corredor anuncià que mai havia tingut relació amb el tràfic de substàncies dopants, que mai havia estat detingut ni imputat per tals fets i que mai, en la seva dilatada carrera, ha donat un resultat positiu en cap control antidopatge que se li ha practicat.

## Palmarès
- 2008
  - 1r a la Volta a Cantàbria i vencedor d'una etapa
  - 1r a la Volta a Salamanca i vencedor d'una etapa
  - Vencedor d'una etapa a la Ronda al Maestrat
- 2009
  - 1r a la Volta a Castelló
  - 1r a la Volta a Àvila i vencedor d'una etapa
  - 1r al Trofeu San Antonio
  - 1r al Premi San Pedro
  - Vencedor d'una etapa a la Volta a Navarra
- 2010
  - Vencedor d'una etapa a la Volta a Àvila
- 2011
  - 1r a la Cursa Ciclista del Llobregat
  - 1r a la Volta a Toledo i vencedor d'una etapa